# Костоправ Георгій Антонович
Костоправ Георгій Антонович (27 жовтня (9 листопада) 1903, Малоянісоль — 14 лютого 1938) — румей, поет і письменник, засновник румейської літератури, національної літератури греків України, редактор маріупольської грецької газети «Колехтивістис», радник ЦК КПУ з питань нацменшин. Писав румейською, українською та російською мовами. .

## Життєпис
Народився в сім'ї волосного писаря. З 1910 року навчався у дворічній школі, потім у маріупольському реальному училищі. Перші вірші почав писати ще в першому класі російською мовою. За оцінкою самого автора в «Автобіографії» в 1915–1921 роках він писав дуже багато, але навесні 1921 року знищив всі вірші (до 20 зошитів) і щоденник за 1915–1918 роки.
У 1926 році покликаний до Червоної Армії, після демобілізації залишається в Маріуполі. З грудня 1927 року працює секретарем відділу кадрів на металургійному заводі ім. Ілліча.
З 1931 року Георгій Костоправ починає писати румейською мовою. 7 листопада 1931 року вперше мовою греків Приазов'я була опублікована в газеті «Колехтивістис» присвячена громадянській війні поема Костоправа «Ламбос» — етапна публікація, з якої бере свій початок грецька література нового часу.
У червні 1932 року стає співробітником літературної газети «Колехтивістис», випускає альманах «Неотита». Пізніше створює і очолює два літературних об'єднання поетів-початківців, які також пишуть румейською мовою. Серед його учнів Василь Галла, Антон Шапурма, Леонтій Кир'яков. Поступово у нього зав'язуються творчі контакти з Максимом Горьким, Максимом Рильським, Павлом Тичиною, Дем'яном Бєдним.
На Першому Всесоюзному з'їзді радянських письменників 1934 року Костоправа приймають до Спілки письменників СРСР. Членський квиток № 152 йому підписував особисто Максим Горький, який очолював СП.
З липня по листопад 1934 року працює над своєю другою поемою «Леонтій Хонагбей». В цій поемі використані історичні та легендарні матеріали з життя грецького народного поета-бідняка. Цього ж року поема друкується окремою книжкою.
У 1934 та 1935 роках бере участь у конференціях радянських письменників, які пишуть грецькою мовою, у Ростові-на-Дону.
Свою третю і останню поетичну збірку «Калімера, зісімо!» Костоправ видає 1937 року. До цієї збірки увійшли як авторські твори (ліричні твори, вірші на політичні теми), так і переклади творів М. Горького, О. Пушкіна, В. Маяковського, Т. Шевченка, М. Рильського та П. Тичини. 1963 року збірка виходить російською мовою. Вперше переклав «Заповіт» Тараса Шевченка румейською мовою.
У 1936 році одружується на Ользі Євгенівні Маслаковій. 
Арештований в ніч з 23 на 24 грудня 1937 року в ході так званої «грецької операції». Розстріляний 14 лютого 1938 року. Реабілітований 1957 року.

## Твори
- Автобіографія (1932)
- Τα προτα βιματα («Та прота вимата» — «Перші кроки»). Маріупіль: Укргоснацмениздат, 1933. — 96 с.)
- Поема Λεοντι Χοναγπεις («Леонтій Хонагбей»). Маріупіль: Укргоснацмениздат, 1934. — 80 с.)
- Καλιμερα, ζιςιμο! («Калімера, зісімо!» — «Добридень, життя!»). Маріупіль, 1937. — 96 с.

Повісті та п'єси для грецького театру в Маріуполі.

## Вшанування пам'яті

Меморіальна дошка в Маріуполі

На батьківщині в селі Малоянісоль створено музей поета, в 1994 році відкрито пам'ятник знаменитому землякові, в ювілейні роки повсюдно проводяться масові пам'ятні заходи.
6 листопада 2003 року на честь 100-річчя від дня народження поета в Маріуполі на будівлі колишньої редакції газети «Колехтивістис» по проспекту Леніна, 35, урочисто відкрито пам'ятну дошку на честь Георгія Костоправа за участі фонду «Меморіал» та Федерації грецьких товариств України.
Члени Сумського обласного товариства греків «Відродження» за підтримки Федерації грецьких товариств України увічнили пам’ять про родину Костроправів — встановили на могилі дружини поета Ольги Євгенівни Маслакової (1915—1992), яка жила і похована в Сумах, меморіальну стелу.